# Équipe de Croatie de football
Cet article traite de l'équipe masculine. Pour l'équipe féminine, voir Équipe de Croatie féminine de football.
Maillots
Actualités
L'équipe de Croatie de football, créée en 1991, est l'équipe nationale représentant la Croatie en football masculin. Cette équipe est dirigée par la Fédération croate de football (en croate : Hrvatski nogometni savez), qui n'est affiliée à la FIFA et n'est membre de l'UEFA que depuis 1993. Avant 1991, les joueurs croates faisaient partie de l'équipe de Yougoslavie dont seule la Serbie est aujourd'hui considérée comme l'héritière légitime par les instances internationales. Il faut cependant noter qu'une équipe de Croatie a également existé à partir de 1940 en tant que représentante du Banovina de Croatie puis de l'État indépendant de Croatie et qu'après avoir joué une vingtaine de matchs, elle a été dissoute en 1945.
Le premier match de l'équipe nationale dans une compétition officielle est une victoire, le 4 septembre 1994 face à l'Estonie, lors des éliminatoires de l'Euro 1996 qui vont permettre aux Croates de se qualifier pour leur première phase finale dans une compétition internationale majeure. Ils confirment ces excellents débuts en se qualifiant pour la Coupe du monde de 1998 dans la foulée et en devenant la surprise du tournoi en France, dont ils terminent troisièmes avec dans leurs rangs le meilleur buteur de la compétition, Davor Šuker. Par la suite, la Croatie ne manque que deux phases finales de compétition majeure, lors de la Coupe du monde de 2010 et l'Euro 2000.
Le classement FIFA le plus élevé de la sélection est une 3e place occupée en janvier 1999. L'équipe de Croatie connaît d'ailleurs à deux reprises la plus grosse progression de l'année au classement FIFA, en 1994 et en 1998, l'équipe passant de la 125e place mondiale en mars 1994 à la 3e place mondiale en janvier 1999.
Lors de la Coupe du monde 2018, la Croatie accède à la finale pour la première fois de son histoire en battant l'Angleterre 2 buts à 1 après prolongation, devenant la nation la moins peuplée (4,1 millions d'habitants) à accéder à une finale de coupe du monde depuis 1950 et l'Uruguay (2,2 millions d'habitants à l'époque).
La Croatie organise principalement ses matchs au stade Maksimir, dans la ville de Zagreb mais utilise également les stades de Poljud à Split, Kantrida à Rijeka et Gradski vrt à Osijek.

## Histoire

### Période pré-indépendance (1870-1990)

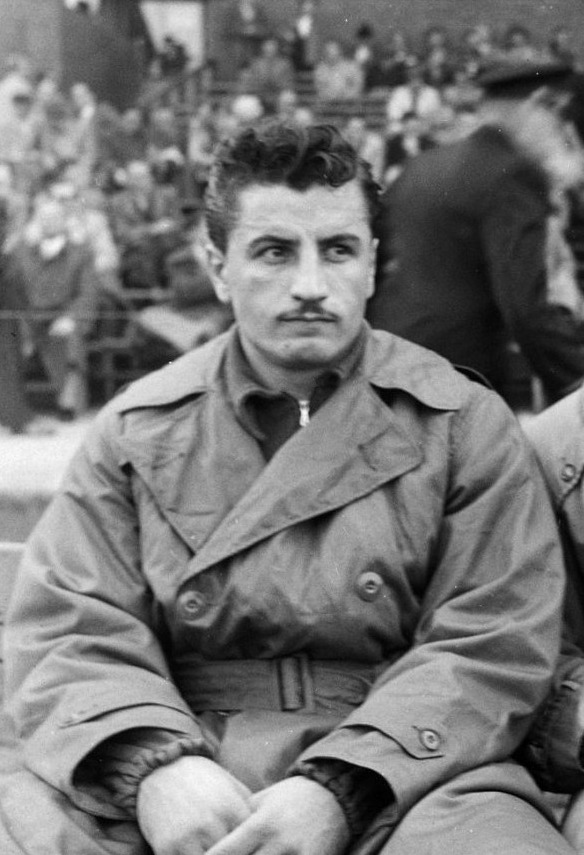
Vladimir Beara, gardien de but croate de la Yougoslavie, médaillé d'argent aux JO de 1952.

Le football a été introduit en Croatie par des marins anglais expatriés, à Rijeka et à Županja en 1873. Mais il faut attendre 1907 pour que des clubs de football locaux apparaissent et pour que l'édition moderne des lois du jeu soit reconnue. La même année, on retrouve dans les archives de la FIFA la trace de l'opposition entre une sélection croate et le Slavia Prague. En 1912, la Fédération croate de football (Hrvatski nogometni savez) est créée, mais n'est pas reconnue par les instances internationales.
Après la Première Guerre mondiale, les joueurs croates portent le maillot de l'équipe nationale du royaume des Serbes, Croates et Slovènes, devenu royaume de Yougoslavie en 1929, puis de la république fédérative socialiste de Yougoslavie entre 1945 et 1990, même s'il est arrivé durant les périodes de troubles politiques, que des équipes formées uniquement de joueurs croates jouent des rencontres non officielles. C'est le cas de l'équipe de Croatie entrainée par Hugo Kinert qui a joué plusieurs matchs entre 1918 et 1919,. Les relations entre les différentes composantes de la Yougoslavie ne sont pas toujours faciles, comme l'illustre le boycott de la Coupe du monde 1930 par les clubs croates, de sorte que la Yougoslavie se présente au tournoi avec une équipe composée exclusivement de joueurs serbes.
En 1940, Jozo Jakopic dirige à son tour une équipe nationale non officielle représentant la Banovina de Croatie lors de quatre matchs amicaux, deux contre la Suisse et deux contre la Hongrie. La toute jeune équipe de Croatie fait ses débuts sur la scène internationale en battant la Suisse quatre buts à zéro à Zagreb le 2 avril 1940. À la suite de l’invasion du royaume de Yougoslavie par les puissances de l’Axe, les Oustachis, dirigés par Ante Pavelić, créent l'état indépendant de Croatie, qui existe du 10 avril 1941 au 8 mai 1945. La fédération croate de football rejoint alors une première fois la FIFA, le 17 juillet 1941. Sous la direction de Rudolf Hitrec (en), la Croatie va jouer quatorze rencontres amicales,. La première rencontre officielle reconnue par la FIFA est un match contre la Slovaquie le 8 septembre 1941 qui se termine sur le score d'un but partout. En 1945, l’État indépendant de Croatie disparait, les territoires qui le formaient sont intégrés à la nouvelle république fédérative socialiste de Yougoslavie, mettant fin à l'affiliation de la fédération croate à la FIFA. De 1950 à 1956 une autre équipe croate non reconnue est active et remporte des matchs contre l'Indonésie et contre une équipe yougoslave de joueurs serbes.
Jusqu'à sa disparation, la Yougoslavie va compter dans ses rangs de nombreux joueurs croates, comme lors des Jeux olympiques d'été de 1956 ou encore lors des phases finales de Coupe du monde ou de Championnat d'Europe jusqu'en 1990,.

### Les premières années dorées (1990-1998)
Alors que des troubles politiques agitent la Yougoslavie, le football croate décide de faire sécession en mars 1991 :

« Nous ne voulons pas la destruction de la Fédération, mais nous souhaitons suivre l'exemple britannique et devenir une entité indépendante. Là-bas, il y a une nation mais quatre équipes nationales. Nous n'avons rien à faire dans un pays où la police tire sur les gens dans la rue. Il s'agit d'une décision ferme et définitive. Nous sommes prêts à attendre des années pour obtenir satisfaction. »

— Mladen Vedris, président de la fédération croate entre 1988 et 1994
Le dernier match de l'équipe yougoslave avec un contingent de joueurs croates se déroule le 16 mai 1991 contre la Suède, quelques jours seulement avant le référendum sur la déclaration d'indépendance de la Croatie. Auparavant, une équipe croate fut formée pour jouer le premier match international de l'histoire de la sélection depuis 1956, contre l'équipe des États-Unis, le 17 octobre 1990, au stade Maksimir. Ce match remporté par la Croatie sur le score de deux buts à un, est l'un des trois matchs joués par l'équipe nationale sous la direction de Dražan Jerković, avant que Stanko Poklepović et Vlatko Marković ne dirigent à leur tour la sélection. Le match contre les Américains est également marqué par la première utilisation du maillot national de la Croatie, faisant apparaître pour la première fois le damier rouge et blanc qui a été reconnu rapidement par les médias pour son originalité. La Croatie reste officiellement une partie de la Yougoslavie jusqu'à sa déclaration d'indépendance le 8 octobre 1991, mais les matchs de l'équipe de Croatie avant cette date, sont tout de même considérés comme des matchs de la sélection nationale,
La Croatie obtient finalement son affiliation à la FIFA le 3 juillet 1992 et devient membre de l'UEFA la même année. Les performances de l'équipe nationale avant l'indépendance n'ayant pas encore été enregistrées par la FIFA, celle-ci fait son entrée au classement FIFA au 125e rang mondial,. Miroslav Blažević est nommé sélectionneur pour la première campagne de qualification de l'équipe pour une compétition internationale. Les joueurs croates vont impressionner lors de ces éliminatoires de l'Euro 1996 en terminant premiers de leur groupe de qualification devant l'Italie, vice-championne du monde en titre, et réalisent la meilleure progression au classement FIFA de l'année 1994.

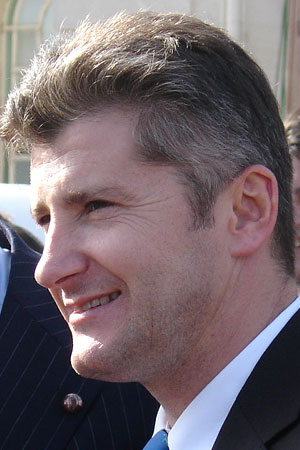
Davor Šuker, le symbole de la génération dorée croate.

Lors de l'Euro 1996, Goran Vlaović marque le premier but de l'histoire de l'équipe de Croatie dans une phase finale de compétition majeure, à la fin du match contre la Turquie au City Ground. Après cette victoire inaugurale, la Croatie s'impose contre les tenants du titre danois sur le score de trois buts à zéro, dont un geste exceptionnel de Davor Šuker qui inscrit un lob de douze mètres qu'il considèrera par la suite comme le plus beau but de sa carrière. Elle s'incline lors de son dernier match trois buts à zéro contre le Portugal et termine seconde de son groupe, se qualifiant ainsi pour les quarts de finale, où elle est battue deux buts à un par l'Allemagne, futur vainqueur de l'épreuve.
Au vu de ses bons résultats, Miroslav Blažević reste le sélectionneur de la Croatie lors des éliminatoires de la Coupe du monde 1998, qui se terminent par un succès contre l'Ukraine lors des barrages après avoir terminé à la deuxième place du groupe de qualification juste derrière le Danemark. La jeune équipe croate se qualifie ainsi pour la première Coupe du monde de son histoire.
Lors de la phase de groupes de la Coupe du monde 1998, la Croatie bat facilement la Jamaïque et le Japon, avant de s'incliner face à l'Argentine, terminant ainsi à la deuxième place de son groupe. Après avoir battu la Roumanie lors des huitièmes de finale de la compétition, la sélection croate retrouve l'Allemagne, qui se situe alors au deuxième rang du classement FIFA et qui l'a éliminée deux ans auparavant au même stade de l'Euro 1996. Bien qu'étant considérée comme outsider par la plupart des bookmakers, la Croatie surprend les observateurs en éliminant l'Allemagne avec la manière, sur le score de trois buts à zéro grâce à des réalisations de Robert Jarni, Goran Vlaović et Davor Šuker.
Lors des demi-finales, la Croatie doit faire face au pays hôte de la compétition, la France. Après une première mi-temps sans but, c'est une nouvelle fois Davor Šuker qui débloque la situation avant que Lilian Thuram ne permette à la France de renverser la situation en inscrivant les deux seuls buts de sa carrière internationale. Elle termine finalement à la troisième place en battant les Pays-Bas, et Davor Šuker est sacré meilleur buteur de la compétition avec six buts. Par la suite et grâce à ce magnifique parcours la sélection croate bondit à la troisième place du classement FIFA en janvier 1999, ce qui reste le meilleur classement jamais atteint par celle-ci à ce jour,. La Croatie remporte par ailleurs une deuxième fois le trophée de meilleure progression au classement FIFA de l'année 1998. À la suite des résultats lors de ces deux grandes compétitions, l'équipe des années 1990 est surnommée la « génération dorée »,. Il est à noter que plusieurs de ces joueurs ont fait partie de l'Équipe de Yougoslavie de football des moins de 20 ans (en) qui avait remporté la Coupe du monde 1987 au Chili.

### Le retour sur terre (1998-2006)
Malgré deux bonnes prestations lors de leurs deux premières grandes compétitions, les joueurs croates ne vont pas réussir à se qualifier pour l'Euro 2000 en terminant troisièmes de leur groupe de qualification, derrière la République fédérale de Yougoslavie et l'Irlande. Les deux matchs opposant la Croatie et la Yougoslavie se terminent sur deux matchs nuls, sur fond de tension politique entre les supporteurs des deux équipes qui se sont particulièrement manifestés lors du match à Belgrade. Le match retour à Zagreb se conclut sur un score de deux buts partout qui empêche la Croatie de se qualifier pour le tournoi.
Le sélectionneur Miroslav Blažević est obligé de démissionner à l'automne 2000 et Mirko Jozić est nommé à sa place. Malgré la retraite de nombreux joueurs faisant partie de la « génération dorée », la Croatie reste invaincue lors des matches de qualification pour la Coupe du monde 2002. La phase finale de la compétition est moins favorable aux Croates, puisqu'ils commencent le tournoi par une défaite face au Mexique, avant de réaliser l'exploit de battre l'Italie, finaliste du dernier Euro sur le score de deux buts à un,. Mais l'équipe va craquer sous la pression des attentes qu'elle a suscité avec son exploit et s'incline lors de son dernier match face à l'Équateur qui la prive des huitièmes de finale. Mirko Jozić démissionne à son tour. Il est remplacé en juillet 2002 par l'expérimenté Otto Barić, entraîneur depuis près de 40 ans,.

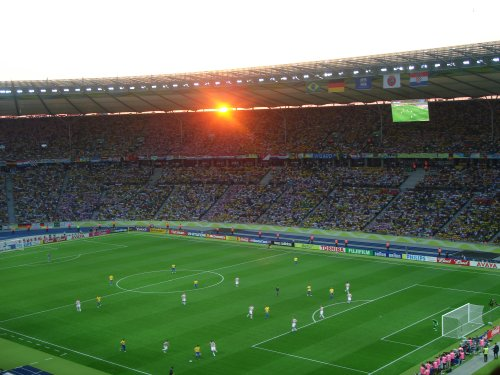
Match Croatie-Brésil lors de la Coupe du monde 2006.

Sous les ordres de Barić, la Croatie va se qualifier de justesse lors des éliminatoires de l'Euro 2004, n'atteignant la phase finale du tournoi qu'après un match de barrage remporté face à la Slovénie, grâce à un but décisif de Dado Pršo lors du match retour. Lors du tournoi, la Croatie fait un match nul avec la Suisse (0-0) puis avec le tenant du titre, la France (2-2), mais s'incline contre l'Angleterre ce qui l'élimine de la compétition. Après deux ans de contrat, Otto Barić n'est pas renouvelé en juillet 2004.
L'ancien international croate Zlatko Kranjčar est nommé pour succéder à Barić. Il mène avec réussite la campagne de qualification pour la Coupe du monde 2006, sans perdre le moindre match,. Il est cependant accusé de clientélisme puisqu'il sélectionne à plusieurs reprises son fils Niko Kranjčar, allant à l'encontre de l'avis général. Lors de la phase finale, la Croatie s'incline lors de son premier match face au Brésil avant de faire un match nul zéro partout contre le Japon alors que Darijo Srna a raté un pénalty lors de ce match. Le parcours de l'équipe croate se termine sur un match totalement fou face à l'Australie (score final : deux buts partout), et l'expulsion de trois joueurs croates. Le match est marqué par une erreur de l'arbitre Graham Poll, qui donne trois cartons jaunes à Josip Šimunić, qu'il dit avoir pris pour un joueur de l'autre équipe en raison de son fort accent australien,. Fortement critiqué, il prend sa retraite sportive peu de temps après.

### L'effet Bilić (2006-2012)
La fédération croate remplace Zlatko Kranjčar par Slaven Bilić en juillet 2006. Bilić intègre de nombreux jeunes joueurs à l'équipe lors de son arrivée et connait rapidement plusieurs succès importants comme la victoire deux buts à zéro lors de son premier match amical contre l'Italie,,,. Après avoir été fortement attaqué dans les médias pour avoir suspendu Darijo Srna, Ivica Olić et Boško Balaban pour avoir bravé le couvre-feu lors d'une sortie en boîte de nuit de Turbo folk, Slaven Bilić mène la sélection à une nouvelle qualification pour l'Euro 2008. La Croatie survole son groupe, ne perd qu'un seul match en Macédoine et bat à deux reprises l'Angleterre, empêchant ces derniers de se qualifier pour la compétition, ce qui n'était plus arrivé depuis 1984.

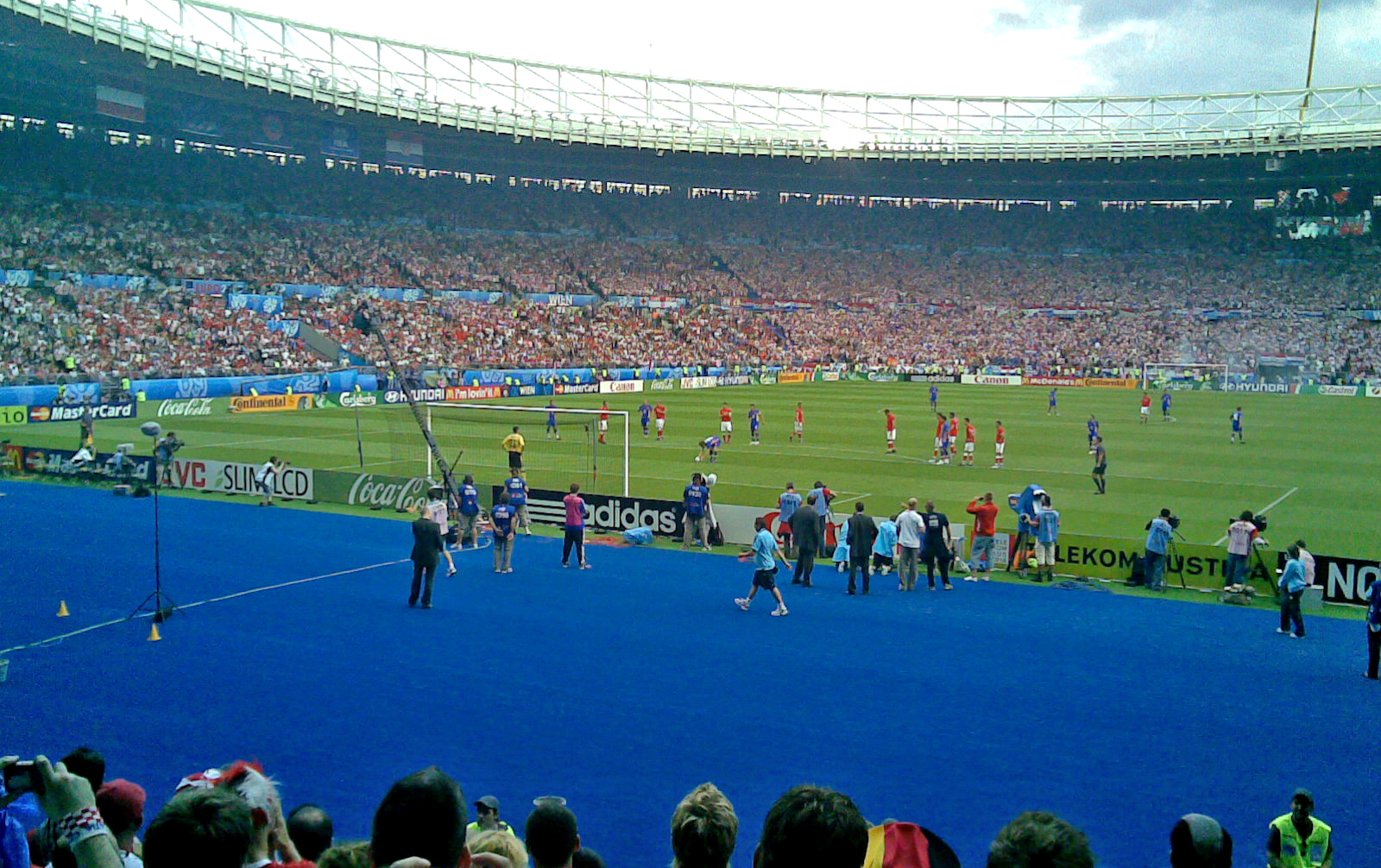
Penatly de Luka Modrić, lors du match Croatie-Autriche à l'Euro 2008.

À la suite de la blessure de son attaquant vedette Eduardo, un Brésilien naturalisé, Slaven Bilić est contraint de modifier considérablement son équipe pour la phase finale de la compétition, et est donc obligé d'appeler des joueurs comme Nikola Kalinić et Nikola Pokrivač, qui n'avaient encore jamais joués de match pour l'équipe nationale,. Son jeu offensif jugé peu spectaculaire, la Croatie est la cible de nombreuses critiques, après les matchs de préparation contre l'Écosse et la Moldavie,, mais elle va se rattraper lors de la phase finale du tournoi en battant l'Autriche, l'Allemagne et la Pologne pour atteindre les quarts de finale en ayant pour la première fois de son histoire remporté tous ses matchs de groupe. Mais la compétition de la sélection croate prend fin face à la surprise de cette Euro, la Turquie. Dans une fin de match spectaculaire, les Croates ouvrent le score à la 119e minute avant que les Turcs égalisent dans le temps additionnel de la prolongation. La Turquie s'imposent finalement aux tirs au but,,.
Alors que les médias l'envoient vers de nouveaux horizons,, Slaven Bilić renouvelle son contrat et devient ainsi le premier sélectionneur depuis Miroslav Blažević à mener la Croatie lors de deux campagnes de qualification consécutives. La Croatie se retrouve une nouvelle fois dans le groupe de qualification de l'Angleterre pour la Coupe du monde 2010. Après une victoire à domicile contre le Kazakhstan, elle s'incline à domicile contre l'Angleterre. C'est une équipe privée d'un certains nombres de joueurs clés qui subit lors du match retour à Wembley sa plus lourde défaite jamais enregistrée, les Croates s'inclinant cinq buts à un face aux Anglais. À l'issue de la dernière journée la Croatie est éliminée malgré un nouveau succès face au Kazakhstan. C'est en effet l'Ukraine qui, à l'aide de deux victoires sur les Anglais et Andorre, termine deuxième du groupe et accède donc aux barrages. Une nouvelle fois, de nombreux spécialistes sportifs s'attendent à une démission de Slaven Bilić mais ce dernier les prend à revers en renouvelant son contrat à la tête de la sélection croate.

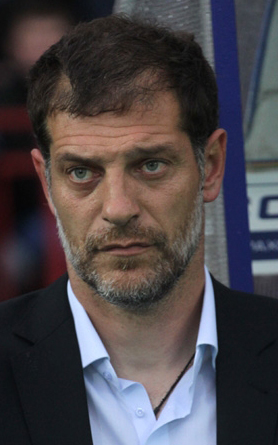
Slaven Bilić, le sélectionneur croate de 2006 à 2012.

Malgré ces mauvais résultats, ayant entrainé la sortie de l'équipe du top 10 du classement FIFA, la Croatie est placée dans le chapeau des têtes de série pour les qualifications à l'Euro 2012. Le pays s'était portée candidate à une co-organisation avec la Hongrie de cette compétition. La Pologne et l'Ukraine ayant été choisies, la Croatie doit se qualifier sur le terrain. Malgré son statut de favori du groupe, la Croatie termine à la deuxième de son groupe derrière la Grèce, et doit affronter la Turquie lors des matchs de barrage. Malgré un match nul en Croatie, la confrontation va attirer l'attention des médias, Slaven Bilić assurant que cette dernière est une revanche de l'élimination de 2008. Les Croates s'imposent finalement trois buts à zéro à Istanbul s'assurant ainsi une place lors de la phase finale de l'Euro 2012.
Lors du tirage au sort de phase finale du tournoi, la Croatie est placée dans le pot 3, et se retrouve finalement dans le « groupe de la mort », avec l'Irlande, l'Italie et les champions en titre, l'Espagne. Lors de la préparation du tournoi, l'équipe va être secouée par plusieurs évènements majeurs. Dans un premier temps, Slaven Bilić déclare qu'il quittera la sélection à l'issue du tournoi pour devenir entraineur du Lokomotiv Moscou, avant que deux des joueurs clés de l'effectif croate, Ivica Olić et Dejan Lovren, ne se blessent, obligeant une nouvelle fois le sélectionneur à trouver des solutions de remplacement de dernière minute. La Croatie commence cependant au mieux son tournoi en s'imposant facilement contre l'Irlande sur le score de trois buts à un, grâce notamment à un doublé de l'attaquant Mario Mandžukić. Ce dernier est également l'auteur de l'égalisation permettant à son équipe de faire un bon match nul face à l'Italie lors du deuxième match, marqué par de nombreuses contestations de l'arbitrage de l'Anglais Howard Webb. La qualification de l'équipe se joue donc lors du dernier match qui oppose les Croates aux champions d'Europe et du monde espagnols. Pour se qualifier au regard des nouvelles règles de l'UEFA, les Croates doivent au moins faire match nul en inscrivant un but pour être sûrs de terminer devant l'Italie. La Croatie s'incline finalement un but à zéro sur une réalisation de Jesús Navas alors que quelques minutes avant, Vedran Ćorluka avait été victime d'une faute indiscutable du milieu de terrain espagnol Sergio Busquets qui l'a empêché d'inscrire le fameux but libérateur. Cette défaite face à l'Espagne combinée à la victoire de l'Italie sur l'Irlande, provoque l'élimination de la sélection croate. Malgré cela, l'équipe ne reçoit que des éloges sur sa performance lors du tournoi et a été accueillie par une foule importante lors de son retour au pays. Lors de son départ officiel, Slaven Bilić est félicité pour le service rendu à l'équipe nationale.

### Retour non fructueux en Coupe du monde (2012-2014)

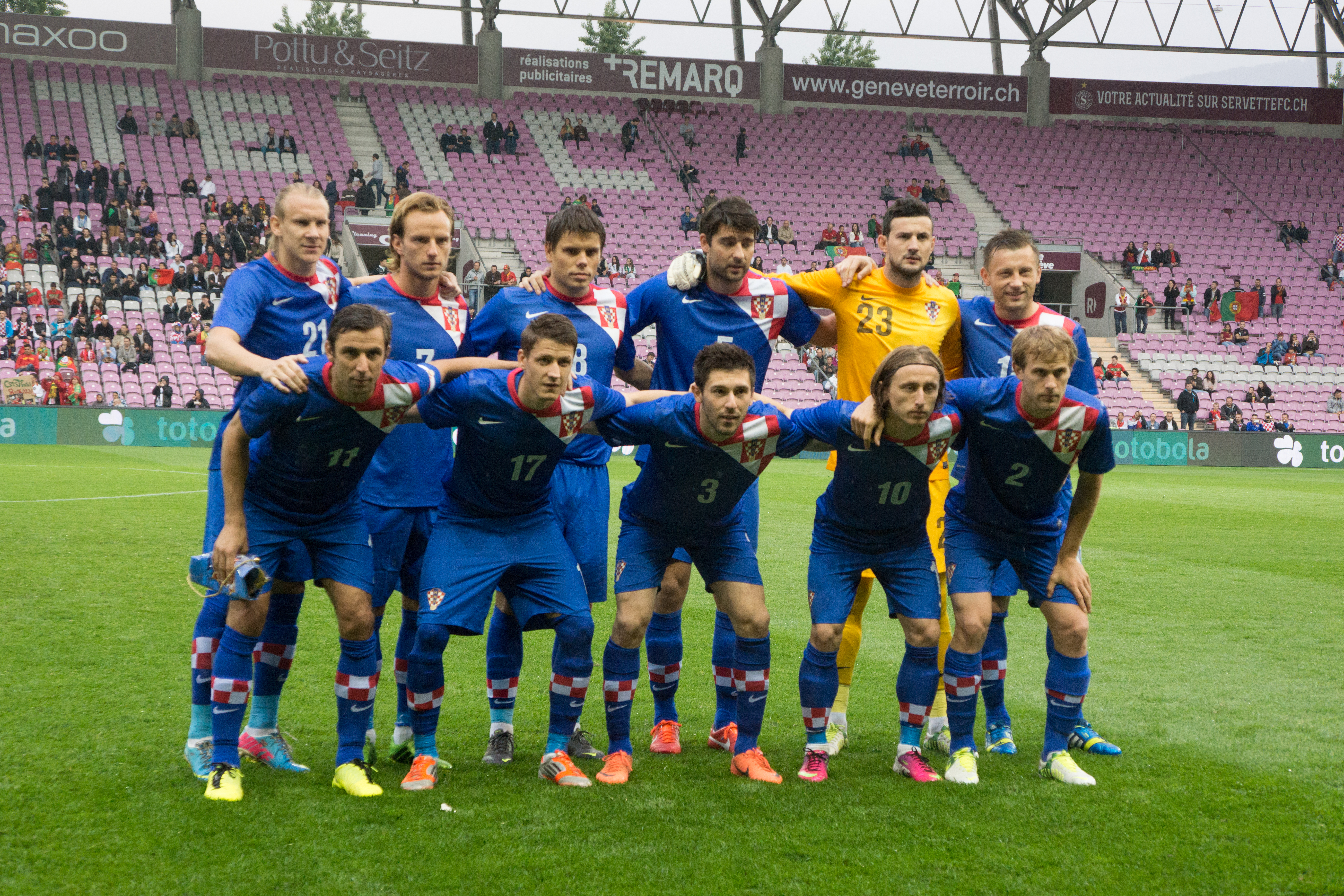
L'équipe de Croatie en 2013 à Genève.

Après l'Euro, la Fédération croate de football choisit un nouveau président en la personne du meilleur buteur de tous les temps de la sélection croate, Davor Šuker qui remplace Vlatko Marković. À la suite d'une réunion officielle à Zagreb, c'est Igor Štimac, ancien défenseur et consultant sportif, qui est choisi pour entrainer l'équipe nationale. Il ne reste que très peu de temps à la tête de l'équipe, puisqu'au bout d'un an, ses résultats considérés comme insuffisants, il est remplacé par l'ancien capitaine de la sélection, Niko Kovač, qui était jusqu'alors le sélectionneur des espoirs.
Sous les ordres de ces deux entraineurs, la Croatie termine à la deuxième place du groupe A, et est obligée de passer par les matchs de barrage pour se qualifier. Elle élimine l'Islande sur le score cumulé de deux buts à zéro et se qualifie donc pour une nouvelle Coupe du monde, huit ans après sa dernière participation. La Croatie tombe dans un groupe relevé avec le Brésil, pays hôte, le Mexique et le Cameroun.

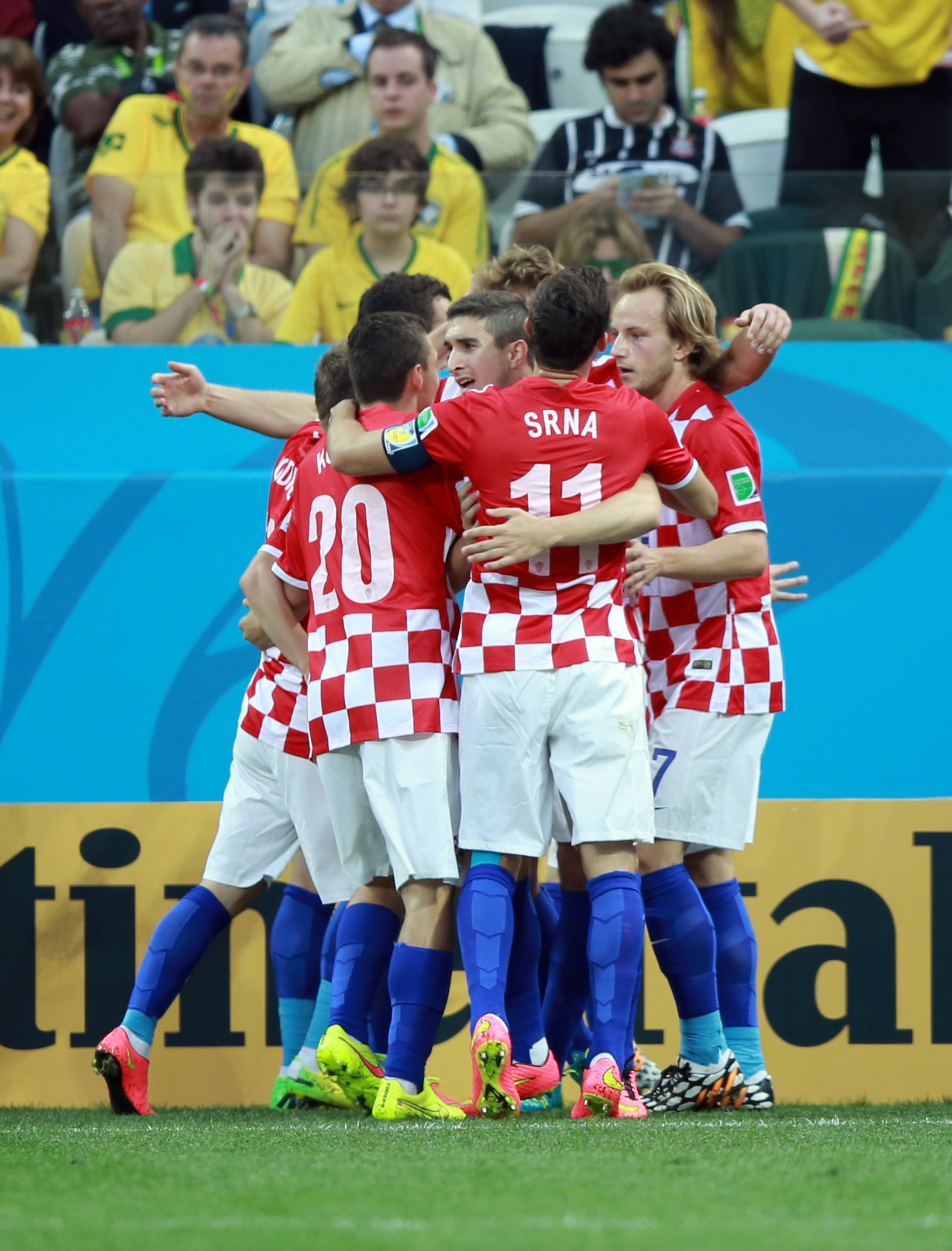
Les Croates célèbrent l'ouverture du score contre le Brésil.

Après la saison exceptionnelle de plusieurs individualités comme Luka Modrić avec le Real Madrid ou Ivan Rakitić avec le FC Séville, la Croatie aborde le Mondial confiante. Les Croates jouent le match d'ouverture de la compétition à l'Arena Corinthians de São Paulo contre le Brésil le 12 juin. Les Vatrenis réalisent une excellente composition, ouvrant notamment le score, mais perdent finalement la rencontre dans des conditions douteuses (1-3). En effet, le match est marqué par de nombreuses décisions arbitrales controversées ayant directement influencé le score (carton jaune au lieu d'une expulsion pour Neymar qui sera l'auteur d'un doublé plus tard dans le match, pénalty du doublé brésilien litigieux, but croate refusé pour une faute peu évidente, triplé brésilien validé malgré une faute sur Rakitic dans l'action). Niko Kovač et Dejan Lovren crient au scandale, évoquant même l'image du basket. Peu après ce premier scandale, un deuxième secoue la sélection. Des médias croates publient des images de joueurs nus en train de se détendre dans une piscine ce qui est très mal vécu par les joueurs. Le sélectionneur annonce que pour cette raison, les Vatrenis ne réaliseront plus d'interview auprès des médias avant la fin de la compétition.
Lors du deuxième match les Croates étrillent le Cameroun (4-0). La troisième rencontre contre le Mexique est une véritable finale de groupe très équilibrée sur le papier, le vainqueur gagnant une place en huitième de finale. Après une première mi-temps maîtrisée, les hommes de Niko Kovač sombrent en encaissant trois buts en quelques minutes. Malgré la réduction du score par Ivan Perišić, les Croates sont éliminés de la compétition en terminant à la troisième place du groupe A.

### L'apogée d'une génération (2016-2023)

#### Euro 2016
Après une Coupe du monde relativement décevante, la Croatie vise l'Euro 2016, organisé en France, et le Mondial 2018, organisé en Russie. Elle est versée pour les éliminatoires de l'Euro 2016 dans le groupe H avec l'Italie, dont elle est la bête noire, la Bulgarie, la Norvège, l'Azerbaïdjan et Malte. Malgré une première partie de campagne maîtrisée où la Croatie a une nouvelle fois mené la vie dure à l'Italie, un septembre 2015 cauchemardesque avec un nul en Azerbaïdjan suivi d'une défaite en Norvège a raison de Kovak qui est licencié. Il est remplacé le 21 septembre par Ante Čačić.
À l'Euro, la Croatie crée la surprise, en battant la Turquie et l’Espagne, avant de faire match nul face à la République tchèque. Première de son groupe, l’équipe au damier rencontre alors le Portugal, qui a difficilement terminé 3e de son groupe, et les Croates sont considérés favoris du match. Mais après un match sans aucun tir en 90 minutes, c’est finalement Quaresma qui libère le Portugal à la 117e minute, sur la deuxième frappe cadrée du match immédiatement après que Perišić a touché le poteau lors de l'attaque précédente.

#### Coupe du monde 2018
En octobre 2017, Zlatko Dalić est nommé sélectionneur, en remplacement d'Ante Čačić après un match nul face à la Finlande à l'avant-dernière journée des éliminatoires pour le Mondial 2018 et qui compromet alors les chances de qualification de l'équipe croate. Placée dans un groupe de qualification à la Coupe du monde 2018 assez homogène (Islande, Turquie, Ukraine, Finlande, Kosovo), les Croates finissent par terminer deuxièmes derrière l’Islande, après une ultime victoire en Ukraine, et doivent passer par les barrages.

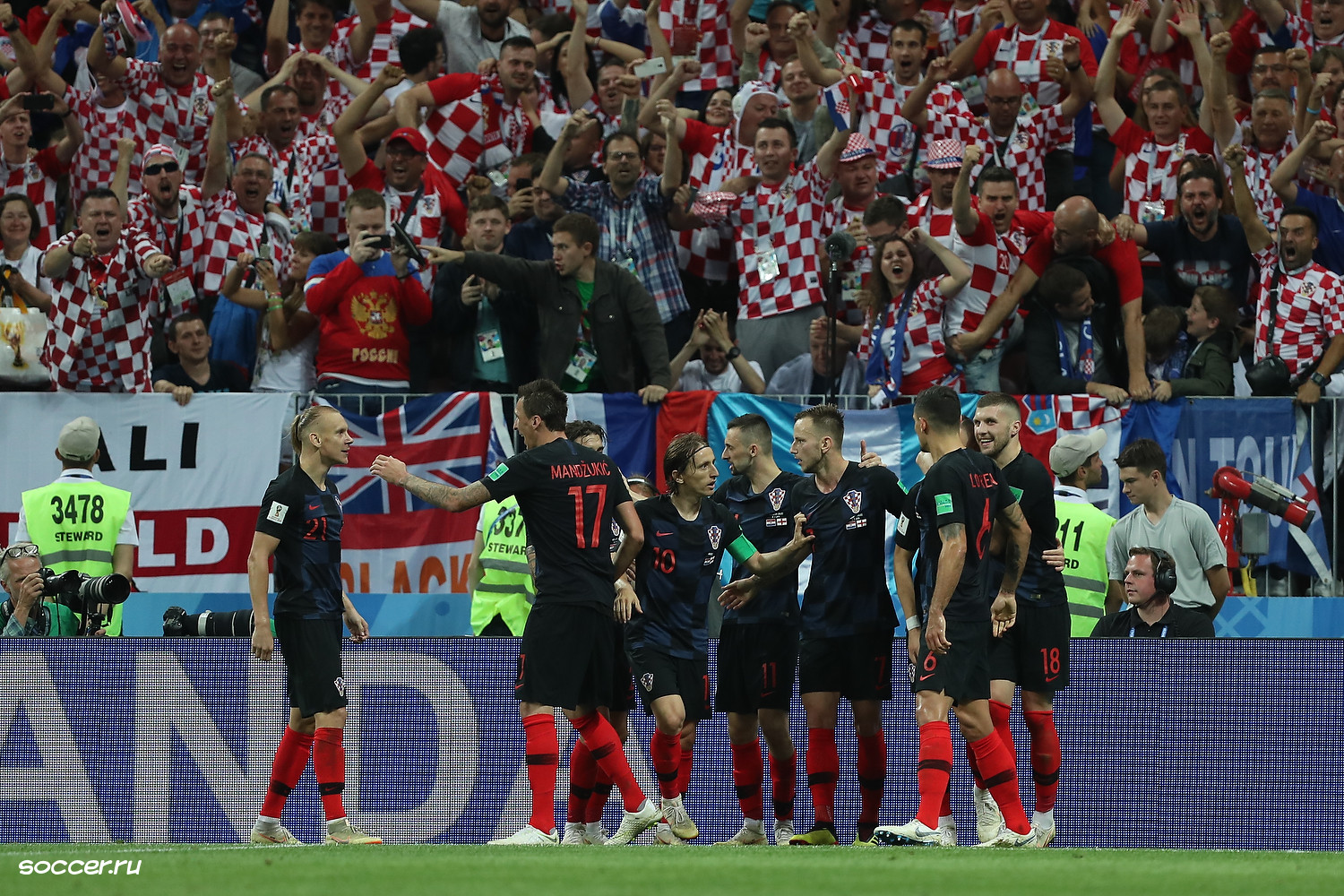
Les Croates célébrant un but contre l'Angleterre en demi-finale.

 Lors de ces barrages, la Croatie se défait facilement de la Grèce (4-1, 0-0) et se qualifie donc pour sa cinquième Coupe du monde. En Russie, ils se retrouvent dans un groupe avec l’Islande, l’Argentine de Messi et le Nigeria. Ils signent dans cette phase de poule trois victoires consécutives dont une victoire 3-0 contre l'Argentine. En 8e de finale, ils éliminent difficilement le Danemark après prolongations (1-1) et tirs au but (3 tirs à 2). En quart de finale, ils sortent la Russie, le pays organisateur, de nouveau après prolongations (2-2) et tirs au but (4 tirs à 3), et en demi-finale l'Angleterre 2-1 après prolongations (1-1 après le temps réglementaire). La Croatie participe ainsi à sa première finale de Coupe du monde, lors de laquelle elle s'incline face à la France sur le score de 4-2.

#### Ligue des nations
Pour la première édition de la Ligue des nations, les Croates, placés dans un groupe 4 de la Ligue A réputé corsé, commencent par une défaite historique 6-0 face à l'Espagne à l'extérieur. C'est, à ce jour, la plus grosse défaite vécue par l'équipe au damier. Néanmoins, ils se rattrapent grâce à une victoire à domicile, mais ne gagnent aucun autre match et sont relégués en Ligue B. Les Croates retrouveront néanmoins la Ligue A lors de l'édition 2020-2021, grâce à l'élargissement des poules en Ligue A. Ils évitent également cette relégation lors de l'édition suivante, devançant la Suède au classement grâce à une meilleure différence de buts.
Au cours de l'édition 2022-23, ils ont atteint le tournoi final aux Pays-Bas et ont battu l'équipe oranje 4-2 pour se qualifier pour la finale, où ils ont affronté l'Espagne. Après un match équilibré avec peu d'occasions de marquer, l'équipe nationale croate a perdu aux tirs au but, ce qui n'était pas son habitude. Il s'agissait de leur première finale dans la Ligue des nations de l'UEFA.

#### Euro 2021
La Croatie commence ensuite les éliminatoires de l'Euro 2021 dans le groupe E, très abordable pour la sélection. Elle y rencontre cependant quelques difficultés comme la défaite surprise face à la Hongrie (2-1) ou encore deux matchs nuls contre l'Azerbaïdjan et le Pays de Galles. Les Croates terminent tout de même à la première place du groupe avec 5 victoires, synonyme d'une cinquième qualification consécutive pour le Championnat d'Europe. Lors de l'Euro 2021, la Croatie, placée dans le groupe D est défaite d'entrée par l'Angleterre à Wembley (0-1) puis obtient le match nul lors de la 2e journée face à la Tchéquie (1-1). Elle doit battre à Glasgow l'Écosse, un adversaire contre lequel elle ne s'est encore jamais imposée et qui ne possède également qu'un point en deux rencontres, lors du dernier match pour terminer a minima parmi les 4 meilleurs 3e. Face à un adversaire combatif et qui a crânement joué sa chance, les vice-champions du monde s'en sont remis à un très grand Luka Modrić en 2e mi-temps, auteur d'une magnifique frappe brossée de l'extérieur du pied droit sur le but du 2-1 à l'heure de jeu et passeur décisif ensuite sur corner pour le dernier but de la tête d'Ivan Perišić, alors que les deux équipes étaient dos à dos à la pause, pour une victoire décisive sur le score de 3-1. Ce succès, le premier de l'histoire des Croates contre la Tartan Army, leur permet même de chiper la 2e place aux Tchèques, grâce à une attaque plus prolifique (4 buts contre 3) malgré un nombre de points ainsi qu'une différence de buts particulière et générale identique. Les hommes de Zlatko Dalić s'arrêtent en 1/8e de finale, battus par l'Espagne au terme d'un match complètement fou (3-5 en prolongations) au cours duquel les Vatreni, qui avaient ouvert le score sur une erreur grossière du gardien espagnol Unai Simón à la 20e minute de jeu et qui étaient menés 1-3 à 10 minutes de la fin du match, avaient un temps surmonté un handicap de 2 buts pour pousser la Roja en prolongation.

#### Coupe du monde 2022
Les débuts des éliminatoires pour la Coupe du monde 2022, disputés sans certains joueurs majeurs partis à la retraite (Ivan Rakitić, Mario Mandžukić) sont plus difficiles qu'escompté pour les Vatreni qui sont battus d'entrée en Slovénie (0-1), mais qui ont réussi à prendre la tête de leur groupe au bout de trois journées grâce deux victoires à domicile, l'une d'une courte tête face à Chypre (1-0) puis une autre plus nette contre Malte (3-0) en ayant inscrit les 3 buts en 2e mi-temps, conjuguées à des faux-pas de leurs concurrents directs (Slovénie, Slovaquie et Russie).
La Croatie obtient finalement son billet pour la Coupe du monde 2022 en terminant en tête de sa poule qualificative grâce à une victoire à domicile lors de la dernière journée contre la Russie, son concurrent direct qui la devançait de 2 points avant ce match crucial (1-0). Les Vatreni ont achevé cette campagne qualificative avec 23 points grâce à 7 victoires, 2 nuls et une seule défaite.
Après avoir terminé deuxième de son groupe, la Croatie rejoint en huitième de finale le Japon qu'elle bat à l'issue des tirs au but (3-1), après un score de parité à l'issue du temps réglementaire et des prolongations (1-1, la Croatie ayant répondu en 2e mi-temps à l'ouverture du score nippone peu avant la pause). En quart de finale, elle s'impose face au Brésil également à l'issue des tirs au but (4-2), dans un scénario similaire au huitième de finale contre les Samouraïs Bleus (1-1 avant la séance des tirs au but avec une ouverture du score adverse et une égalisation croate, mais cette fois le score était vierge dans le temps réglementaire et les deux buts ont été inscrits en prolongations). Les deux séances de tirs au but ont été marquées par les bonnes performances du gardien croate Dominik Livaković, grand artisan de ce bon parcours. Lors de la demi-finale, l'Argentine écarte les Croates grâce à leur victoire (3-0). Alors que l'Albiceleste file en finale pour affronter la France, la Croatie retrouve le Maroc pour disputer le match pour la 3e place, qu'elle remporte sur le score de 2 à 1.

### Fin d'un cycle et déclin à l’Euro (depuis 2024)
La Croatie termine ensuite à la 2e place de son groupe de qualifications à l'Euro 2024 en arrachant son billet pour l'Euro allemand à la dernière journée grâce à un succès 1-0 à domicile contre l'Arménie. Les Vatreni qui ont rencontré quelques difficultés durant leur campagne qualificative, achèvent néanmoins celle-ci avec un bilan de 5 victoires, un nul et 2 défaites, synonyme de 7e participation à une phase finale de Championnat d'Europe.
Ils ont été écrasés 3-0 par l'Espagne, ont fait match nul 2-2 avec l'Albanie et ont fait match nul 1-1 avec l'Italie après avoir encaissé des buts de dernière minute dans les deux matches, ne se qualifiant pas pour les huitièmes de finale pour le premier tournoi majeur en raison de leur exclusion du classement des équipes classées troisièmes depuis la Coupe du monde de la FIFA 2014, le premier Championnat d'Europe depuis l'UEFA Euro 2012, et le premier tournoi majeur depuis la Coupe du monde de la FIFA 2006 et l'UEFA Euro 2004 où ils n'ont pas gagné un seul match.

## Identité

### Surnoms
Le nom de l’équipe nationale de Croatie de football en croate est Hrvatska nogometna reprezentacija (prononcé xř̩ʋaːtskaː noːɡoːmetnaː reprezentaːtsijaː), « équipe (nationale) de football de Croatie ».
Elle répond aussi au surnom de Vatreni en français : « Les enflammés ».

### Couleurs
Le premier maillot de la Croatie a été conçu en 1991 par le peintre avant-gardiste croate Miroslav Šutej (en) (1936-2005), qui a également dessiné les armoiries de la Croatie. Bien que légèrement modifié par ses équipementiers Lotto et Nike depuis sa version originale, le maillot est resté fidèle à l'identité nationale du pays en gardant la présence du damier rouge et blanc également utilisé pour représenter d'autres équipes et athlètes croates. Lors de la saison 2019-2020, le maillot du FC Barcelone, où joue le Croate Ivan Rakitic, prend le motif à damiers mais avec les couleurs du club (bleu et grenat).
| Premier maillot · 1940 | Premier maillot · 1990 | 1996-1997 · Domicile  | 1998-2000 · Domicile  | 2002-2004 · Domicile  | 2004-2006 · Domicile  | 2006-2008 · Domicile  | 2008-2010 · Domicile  | 2010-2012 · Domicile  | 2012-2014 · Domicile  |
|                        |                        | 1996-1997 · Extérieur | 1998-2000 · Extérieur | 2002-2004 · Extérieur | 2004-2006 · Extérieur | 2006-2008 · Extérieur | 2008-2010 · Extérieur | 2010-2012 · Extérieur | 2012-2014 · Extérieur |

### Supporters
Au premier rang des supporteurs de l'équipe nationale de Croatie se trouvent les supporters vivant dans la région de Slavonie (nord-est de la Croatie) et ce en particulier durant les trois derniers grands tournois. Une autre des bases de supporteurs de l'équipe nationale est issue des supporteurs du Hajduk Split et du Dinamo Zagreb, les deux clubs les plus populaires du championnat croate. Les groupes de supporters ultra comme The Bad Blue Boys of Zagreb ou The Torcida, ont tous deux été associés à des agissements de hooliganisme même si cette violence ne s'est jamais propagée aux matchs internationaux,. Un soutien important à l'équipe nationale de Croatie vient également des Croates vivant en Bosnie-Herzégovine, les supporteurs du HŠK Zrinjski Mostar, connu sous le nom de Ultras Zrinjski font partie des plus fervent supporteurs de la sélection croate. L'ensemble des supporteurs de la Croatie sont affiliés à l'Uvijek Vjerni (« toujours fidèle » en français), qui est une association officielle de supporteurs de l'équipe nationale visant à rassembler les fans du monde entier.
Malheureusement, le comportement des supporters croates lors de matchs internationaux a conduit à plusieurs reprises les instances internationales à sanctionner le football croate. La Croatie a par exemple été pénalisée et même menacée d'expulsion de l'UEFA pour le comportement raciste de ses fans lors de l'Euro 2004 au Portugal. Pendant la Coupe du monde 2006, un supporteur a déjoué la sécurité dans un stade allemand et a réussi à s'approcher des joueurs croates présents sur le terrain. Lors d'un match amical contre l'Italie à Livourne, un petit groupe de supporters croates a formé une croix gammée en réponse aux supporteurs Italiens qui agitaient des drapeaux communistes, l'UEFA a sanctionné la Fédération croate de football pour cet incident,. Des événements similaires ont eu lieu lors de l'Euro 2008 et l'UEFA a fortement pénalisé la Croatie pour l'affichage de bannières racistes lors de son match contre la Turquie avant que la FIFA n'impose une amende à la fédération croate pour injures racistes contre l'attaquant anglais Emile Heskey le 10 septembre 2008.

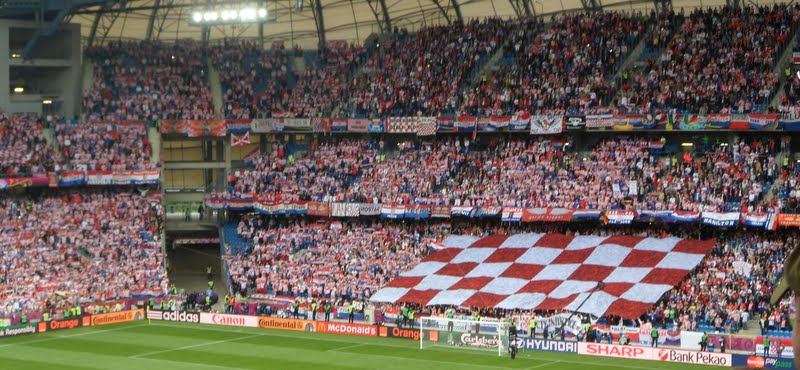
Supporteurs croates à l'Euro 2012.

Les supporteurs croates ont l'habitude d'utiliser des fusées éclairantes lors des matchs de championnat et des matchs internationaux,, pratique qui, selon Igor Štimac et Luka Modrić motive particulièrement les joueurs croates,. Cette pratique est cependant interdite dans la plupart des matchs internationaux et les supporteurs croates ont été réprimandés à plusieurs reprises par le personnel de sécurité de l'UEFA et de la FIFA. Les supporteurs croates se sont aussi souvent opposés aux supporteurs turcs de confession musulmane lors des matchs opposant les deux équipes. La sécurité a d'ailleurs été renforcée lors du quart de finale de l'Euro 2008 opposant les Croates aux Turcs à Vienne, pour éviter des échauffourées mais qui ont tout de même eu lieu après le match.
Les tensions avec les supporteurs des autres États issus de l'ex-Yougoslavie se sont également manifestées lors des matchs de la Croatie. Le 3 juin 1990, des supporteurs croates se sont introduits dans les tribunes d'un match opposant la Yougoslavie aux Pays-Bas et ont hué l'hymne national et les joueurs yougoslaves. Le stade Maksimir à Zagreb a également été le théâtre d'émeutes entre supporteurs croates et supporteurs serbes lors d'un match opposant le Dinamo Zagreb à l'Étoile rouge de Belgrade peu de temps après les premières élections législatives de Croatie. Durant les qualifications pour la Coupe du monde 2006, des bagarres ont éclaté entre supporteurs bosniens et supporteurs croates à Mostar.
Les problèmes de la Croatie avec ses supporteurs ont encore fait parler lors de la phase de groupe de l'Euro 2012 avec l'affichage de bannières et de symboles racistes, de chants racistes, et l'envoi de feux d'artifice sur le terrain. En outre, une procédure disciplinaire a été engagée par la FIFA après le match contre l'Espagne contre les joueurs croates qui ont reçu six cartons jaunes durant le match.

### Politique et culture populaire
Le football est le sport le plus populaire en Croatie. Que ce soit lors des matchs officiels ou amicaux, l'équipe nationale symbolise l'unité croate, ce que l'Église catholique pourtant prédominante ou les hommes politiques n'ont pas réussi à faire à la suite de l'indépendance et de la guerre de Bosnie. Après le succès lors de la Coupe du monde 1998, Franjo Tuđman, alors président de la république croate, a déclaré que les victoires de football façonnent l'identité d'une nation autant que les guerres. L'homme politique et diplomate américain Strobe Talbot (en) avait d'ailleurs prédit que la croissance de la Croatie dans le football mondial influencerait celle de la nation elle-même. Lors du retour triomphal de la sélection croate après sa troisième place au mondial en France, c'est près de 100 000 Croates venant de tout le pays qui l'ont accueillie à son arrivée à Zagreb.
Bien que les relations entre l'équipe et les partis politiques aient diminué depuis la mort de Franjo Tuđman en 1999, le football conserve une forte influence politique comme dans de nombreux pays d'Europe.
Peu de temps après être devenu sélectionneur, Slaven Bilić qui fait également partie d'un groupe de rock, a sorti un single nommé Vatreno Ludilo (« Feu en folie » en français), qui rappelait le parcours de l'équipe nationale lors de la Coupe du monde 1998 et faisait l'éloge de leurs nouvelles ambitions. La chanson a été classée à la première place des hits croates et a été largement jouée lors de l'Euro 2008,. En raison de l'enthousiasme et des ambitions affichés par leur entraineur,, les joueurs croates ont été surnommés les Bilić Boys (« garçons de Bilić » en français). D'autres artistes croates tels que Dino Dvornik, Connect, Prljavo kazalište ou Baruni ont enregistré des chansons pour supporter l'équipe, parmi lesquelles on retrouve Malo Nas je al Nas Ima (« Nous ne sommes que quelques-uns, mais nous sommes nombreux » en français), Samo je Jedno (« Il est mais une chose »), Moj Dom je Hrvatska (« Ma maison est la Croatie »), Srce Vatreno (« Cœur de feu ») ou Hrvatska je Prvak Svijeta (« Croates champions du monde »).

## Résultats

### Compétitions officielles
La Croatie s'est qualifiée et a participé à trois Coupes du monde consécutives entre 1998 et 2006, mais n'a pas réussi à se qualifier pour la Coupe du monde 2010 en Afrique du Sud après avoir terminé 3e du groupe 6 des qualifications derrière l'Angleterre et l'Ukraine. Bien qu'ils aient rejoint la FIFA et l'UEFA en 1992, les Croates n'ont pas pu participer aux éliminatoires de la Coupe du monde 1994 qui avaient déjà commencé avant que la fédération ne soit officiellement reconnue. La meilleure performance de la Croatie en Coupe du monde est une finale perdue face aux Français en 2018. L'équipe n'a jamais plus passé les groupes lors des phases finales suivantes auxquelles elle a participé jusqu'à la Coupe du monde de 2018 où elle atteint la finale.
Les meilleurs résultats de la Croatie lors des championnats d'Europe sont deux quarts de finale qu'elle atteint en 1996 et en 2008. La fédération croate de football a proposé une candidature infructueuse en co-organisation avec la fédération hongroise de football pour l'Euro 2012, qui a finalement été décerné à la Pologne et à l'Ukraine.
| Année | Position                 |      | Année                    | Position |                       | Année | Position |
| 1930  | Membre de la Yougoslavie | 1974 | Membre de la Yougoslavie | 2010     | Non qualifiée         |       |          |
| 1934  | Membre de la Yougoslavie | 1978 | Membre de la Yougoslavie | 2014     | 1er tour              |       |          |
| 1938  | Membre de la Yougoslavie | 1982 | Membre de la Yougoslavie | 2018     | Finaliste             |       |          |
| 1950  | Membre de la Yougoslavie | 1986 | Membre de la Yougoslavie | 2022     | Demi-finale (3e)      |       |          |
| 1954  | Membre de la Yougoslavie | 1990 | Membre de la Yougoslavie | 2026     | Éliminatoire en cours |       |          |
| 1958  | Membre de la Yougoslavie | 1994 | Non inscrite             | 2030     | À venir               |       |          |
| 1962  | Membre de la Yougoslavie | 1998 | Demi-finale (3e)         | 2034     | À venir               |       |          |
| 1966  | Membre de la Yougoslavie | 2002 | 1er tour                 |          |                       |       |          |
| 1970  | Membre de la Yougoslavie | 2006 | 1er tour                 |          |                       |       |          |

| Année     | Phase finale                            | Phase finale                            | Phase finale                            | Phase finale                            | Phase finale                            | Phase finale                            | Phase finale                            | Phase finale                            | Qualifications                          | Qualifications                          | Qualifications                          | Qualifications                          | Qualifications                          | Qualifications                          | Qualifications                          |
| Année     | Résultat                                | Class.                                  | J                                       | G                                       | N                                       | P                                       | bp                                      | bc                                      | Class.                                  | J                                       | G                                       | N                                       | P                                       | bp                                      | bc                                      |
| --------- | --------------------------------------- | --------------------------------------- | --------------------------------------- | --------------------------------------- | --------------------------------------- | --------------------------------------- | --------------------------------------- | --------------------------------------- | --------------------------------------- | --------------------------------------- | --------------------------------------- | --------------------------------------- | --------------------------------------- | --------------------------------------- | --------------------------------------- |
| 1930-1990 | La Croatie est membre de la Yougoslavie | La Croatie est membre de la Yougoslavie | La Croatie est membre de la Yougoslavie | La Croatie est membre de la Yougoslavie | La Croatie est membre de la Yougoslavie | La Croatie est membre de la Yougoslavie | La Croatie est membre de la Yougoslavie | La Croatie est membre de la Yougoslavie | La Croatie est membre de la Yougoslavie | La Croatie est membre de la Yougoslavie | La Croatie est membre de la Yougoslavie | La Croatie est membre de la Yougoslavie | La Croatie est membre de la Yougoslavie | La Croatie est membre de la Yougoslavie | La Croatie est membre de la Yougoslavie |
| 1994      | Non inscrite                            | Non inscrite                            | Non inscrite                            | Non inscrite                            | Non inscrite                            | Non inscrite                            | Non inscrite                            | Non inscrite                            | Non inscrite                            | Non inscrite                            | Non inscrite                            | Non inscrite                            | Non inscrite                            | Non inscrite                            | Non inscrite                            |
| 1998      | Demi-finale                             | 3e                                      | 7                                       | 5                                       | 0                                       | 2                                       | 11                                      | 5                                       | Barrages                                | 10                                      | 5                                       | 4                                       | 1                                       | 20                                      | 13                                      |
| 2002      | 1er tour (seizième de finale)           | 23e                                     | 3                                       | 1                                       | 0                                       | 2                                       | 2                                       | 3                                       | 1/5                                     | 8                                       | 5                                       | 3                                       | 0                                       | 15                                      | 2                                       |
| 2006      | 1er tour (seizième de finale)           | 22e                                     | 3                                       | 0                                       | 2                                       | 1                                       | 2                                       | 3                                       | 1/6                                     | 10                                      | 7                                       | 3                                       | 0                                       | 21                                      | 5                                       |
| 2010      | Non qualifiée                           | Non qualifiée                           | Non qualifiée                           | Non qualifiée                           | Non qualifiée                           | Non qualifiée                           | Non qualifiée                           | Non qualifiée                           | 3/6                                     | 10                                      | 6                                       | 2                                       | 2                                       | 19                                      | 13                                      |
| 2014      | 1er tour (seizième de finale)           | 19e                                     | 3                                       | 1                                       | 0                                       | 2                                       | 6                                       | 6                                       | Barrages                                | 12                                      | 6                                       | 3                                       | 3                                       | 14                                      | 9                                       |
| 2018      | Finaliste                               | 2e                                      | 7                                       | 4                                       | 2                                       | 1                                       | 14                                      | 9                                       | Barrages                                | 12                                      | 7                                       | 3                                       | 2                                       | 19                                      | 5                                       |
| 2022      | Demi-finale                             | 3e                                      | 7                                       | 2                                       | 4                                       | 1                                       | 8                                       | 7                                       | 1/6                                     | 10                                      | 7                                       | 2                                       | 1                                       | 21                                      | 4                                       |
| 2026      |                                         |                                         |                                         |                                         |                                         |                                         |                                         |                                         | 2/5                                     | 2                                       | 2                                       | 0                                       | 0                                       | 12                                      | 1                                       |
| Total     | 6/7                                     |                                         | 30                                      | 13                                      | 8                                       | 9                                       | 43                                      | 33                                      |                                         | 74                                      | 45                                      | 20                                      | 9                                       | 141                                     | 52                                      |

| Année | Position                 |      | Année                    | Position |                    | Année | Position |
| 1960  | Membre de la Yougoslavie | 1988 | Membre de la Yougoslavie | 2016     | Huitième de finale |       |          |
| 1964  | Membre de la Yougoslavie | 1992 | Membre de la Yougoslavie | 2020     | Huitième de finale |       |          |
| 1968  | Membre de la Yougoslavie | 1996 | Quart de finale          | 2024     | 1er tour           |       |          |
| 1972  | Membre de la Yougoslavie | 2000 | Non qualifiée            | 2028     | À venir            |       |          |
| 1976  | Membre de la Yougoslavie | 2004 | 1er tour                 | 2032     | À venir            |       |          |
| 1980  | Membre de la Yougoslavie | 2008 | Quart de finale          |          |                    |       |          |
| 1984  | Membre de la Yougoslavie | 2012 | 1er tour                 |          |                    |       |          |

| Année     | Phase finale                            | Phase finale                            | Phase finale                            | Phase finale                            | Phase finale                            | Phase finale                            | Phase finale                            | Phase finale                            | Qualifications                          | Qualifications                          | Qualifications                          | Qualifications                          | Qualifications                          | Qualifications                          | Qualifications                          |
| Année     | Résultat                                | Class.                                  | J                                       | G                                       | N                                       | P                                       | bp                                      | bc                                      | Class.                                  | J                                       | G                                       | N                                       | P                                       | bp                                      | bc                                      |
| --------- | --------------------------------------- | --------------------------------------- | --------------------------------------- | --------------------------------------- | --------------------------------------- | --------------------------------------- | --------------------------------------- | --------------------------------------- | --------------------------------------- | --------------------------------------- | --------------------------------------- | --------------------------------------- | --------------------------------------- | --------------------------------------- | --------------------------------------- |
| 1960-1992 | La Croatie est membre de la Yougoslavie | La Croatie est membre de la Yougoslavie | La Croatie est membre de la Yougoslavie | La Croatie est membre de la Yougoslavie | La Croatie est membre de la Yougoslavie | La Croatie est membre de la Yougoslavie | La Croatie est membre de la Yougoslavie | La Croatie est membre de la Yougoslavie | La Croatie est membre de la Yougoslavie | La Croatie est membre de la Yougoslavie | La Croatie est membre de la Yougoslavie | La Croatie est membre de la Yougoslavie | La Croatie est membre de la Yougoslavie | La Croatie est membre de la Yougoslavie | La Croatie est membre de la Yougoslavie |
| 1996      | Quart de finale                         | 7e                                      | 4                                       | 2                                       | 0                                       | 2                                       | 5                                       | 5                                       | 1/6                                     | 10                                      | 7                                       | 2                                       | 1                                       | 22                                      | 5                                       |
| 2000      | Non qualifiée                           | Non qualifiée                           | Non qualifiée                           | Non qualifiée                           | Non qualifiée                           | Non qualifiée                           | Non qualifiée                           | Non qualifiée                           | 3/5                                     | 8                                       | 4                                       | 3                                       | 1                                       | 13                                      | 9                                       |
| 2004      | 1er tour (huitième de finale)           | 13e                                     | 3                                       | 0                                       | 2                                       | 1                                       | 4                                       | 6                                       | Barrages                                | 10                                      | 6                                       | 2                                       | 2                                       | 14                                      | 5                                       |
| 2008      | Quart de finale                         | 5e                                      | 4                                       | 3                                       | 1                                       | 0                                       | 5                                       | 2                                       | 1/7                                     | 12                                      | 9                                       | 2                                       | 1                                       | 28                                      | 8                                       |
| 2012      | 1er tour (huitième de finale)           | 10e                                     | 3                                       | 1                                       | 1                                       | 1                                       | 4                                       | 3                                       | Barrages                                | 12                                      | 8                                       | 2                                       | 2                                       | 21                                      | 7                                       |
| 2016      | Huitième de finale                      | 9e                                      | 4                                       | 2                                       | 1                                       | 1                                       | 5                                       | 4                                       | 2/6                                     | 10                                      | 6                                       | 3                                       | 1                                       | 20                                      | 5                                       |
| 2021      | Huitième de finale                      | 11e                                     | 4                                       | 1                                       | 1                                       | 2                                       | 7                                       | 8                                       | 1/5                                     | 8                                       | 5                                       | 2                                       | 1                                       | 17                                      | 7                                       |
| 2024      | 1er tour                                | 20e                                     | 3                                       | 0                                       | 2                                       | 1                                       | 3                                       | 6                                       | 2/5                                     | 8                                       | 5                                       | 1                                       | 2                                       | 13                                      | 4                                       |
| 2028      | À venir                                 | À venir                                 | À venir                                 | À venir                                 | À venir                                 | À venir                                 | À venir                                 | À venir                                 |                                         |                                         |                                         |                                         |                                         |                                         |                                         |
| Total     | 7/8                                     |                                         | 25                                      | 9                                       | 8                                       | 8                                       | 33                                      | 34                                      |                                         | 78                                      | 50                                      | 17                                      | 11                                      | 138                                     | 50                                      |

| Édition   | Ligue | Phase de Groupe | Phase de Groupe | Phase de Groupe | Phase de Groupe | Phase de Groupe | Phase de Groupe | Phase de Groupe | Phase finale | Phase finale                  | Phase finale                  | Phase finale                  | Phase finale                  | Phase finale                  | Phase finale                  | Phase finale                  |
| Édition   | Ligue | Class.          | M               | V               | N               | D               | bp              | bc              | Pays hôte    | Résultat                      | M                             | V                             | N                             | D                             | bp                            | bc                            |
| --------- | ----- | --------------- | --------------- | --------------- | --------------- | --------------- | --------------- | --------------- | ------------ | ----------------------------- | ----------------------------- | ----------------------------- | ----------------------------- | ----------------------------- | ----------------------------- | ----------------------------- |
| 2018-2019 | A     | 3/3             | 4               | 1               | 1               | 2               | 4               | 10              | 2019         | Non qualifiée                 | Non qualifiée                 | Non qualifiée                 | Non qualifiée                 | Non qualifiée                 | Non qualifiée                 | Non qualifiée                 |
| 2020-2021 | A     | 3/4             | 6               | 2               | 0               | 4               | 7               | 13              | 2021         | Non qualifiée                 | Non qualifiée                 | Non qualifiée                 | Non qualifiée                 | Non qualifiée                 | Non qualifiée                 | Non qualifiée                 |
| 2022-2023 | A     | 1/4             | 6               | 4               | 1               | 1               | 8               | 6               | 2023         | Finaliste                     | 2                             | 1                             | 1                             | 0                             | 4                             | 2                             |
| 2024-2025 | A     | 2/4             | 6               | 2               | 2               | 2               | 8               | 8               | 2025         | Non qualifiée (1/4 de finale) | Non qualifiée (1/4 de finale) | Non qualifiée (1/4 de finale) | Non qualifiée (1/4 de finale) | Non qualifiée (1/4 de finale) | Non qualifiée (1/4 de finale) | Non qualifiée (1/4 de finale) |
| Total     | Total | Total           | 22              | 9               | 4               | 9               | 27              | 37              | Total        | Total                         | 2                             | 1                             | 1                             | 0                             | 4                             | 2                             |

### Trophées amicaux
La Croatie participe à plusieurs tournois amicaux entre 1996 et 2006 organisés par le Maroc, le Japon, la Corée du Sud ou Hong Kong.
| Compétition            | Résultat  | M | V | N | D | bp | bc |
| ---------------------- | --------- | - | - | - | - | -- | -- |
| Tournoi Hassan II 1996 | Vainqueur | 2 | 0 | 2 | 0 | 3  | 3  |
| Coupe Kirin 1997       | 1er tour  | 2 | 0 | 1 | 1 | 4  | 5  |
| Coupe de Corée 1999    | Vainqueur | 3 | 1 | 2 | 0 | 5  | 4  |
| Coupe Carlsberg 2006   | 3e        | 2 | 1 | 0 | 1 | 4  | 2  |
| Total                  | 2 titres  | 9 | 2 | 5 | 2 | 16 | 14 |

## Infrastructures
La majorité des matchs à domicile de la sélection croate ont lieu au stade Maksimir à Zagreb. Ce stade, construit en 1912 et rénové en 1997, s’appelle ainsi car il se trouve dans le quartier Maksimir de la capitale. Le stade accueille les matchs internationaux de la Croatie depuis les débuts de cette dernière face à la Lituanie. Il accueillait également les matchs de l'équipe croate pendant la Seconde Guerre mondiale. La fédération de football et le gouvernement croate s'accordent sur des travaux qui auraient fait du stade le plus cher au monde,. Lors de l'année 2008, l'UEFA menace la fédération de limiter le nombre de supporteurs autorisés pour les matchs se déroulant en Croatie après les problèmes causés par ces derniers lors de l'Euro. Le maire de Zagreb, Milan Bandić, refuse alors les plans de rénovation en dénonçant leur coût trop élevé et en décembre 2008, les travaux sont reportés.
Les matchs à domicile de la sélection croate sont également l'occasion pour l'équipe de jouer dans d'autres villes du pays. Le stade de Poljud à Split a accueilli plusieurs matches de qualification pour l'Euro 1996 et la Coupe du monde 1998. Depuis 1995 et son premier match dans ce stade contre l'Italie qui s'est terminé sur le score d'un but partout, la Croatie n'a pas gagner un seul match officiel dans ce stade, créant ainsi la légende chez les supporteurs croates de la malédiction de Poljud, jusqu'en juin 2011 et une victoire deux buts à un contre la Géorgie. L'équipe a également joué des matches de qualification au stade Kantrida à Rijeka, où ils restent à ce jour invaincus, au stade Gradski vrt à Osijek et au stade Anđelko Herjavec à Varaždin.
L'équipe nationale a également joué quelques matchs dans quatre autres stades, le stade Aldo Drosina, le stade Kranjčević, le stade Šubićevac et le stade HNK Cibalia.

Les principaux stades utilisés par la sélection croate
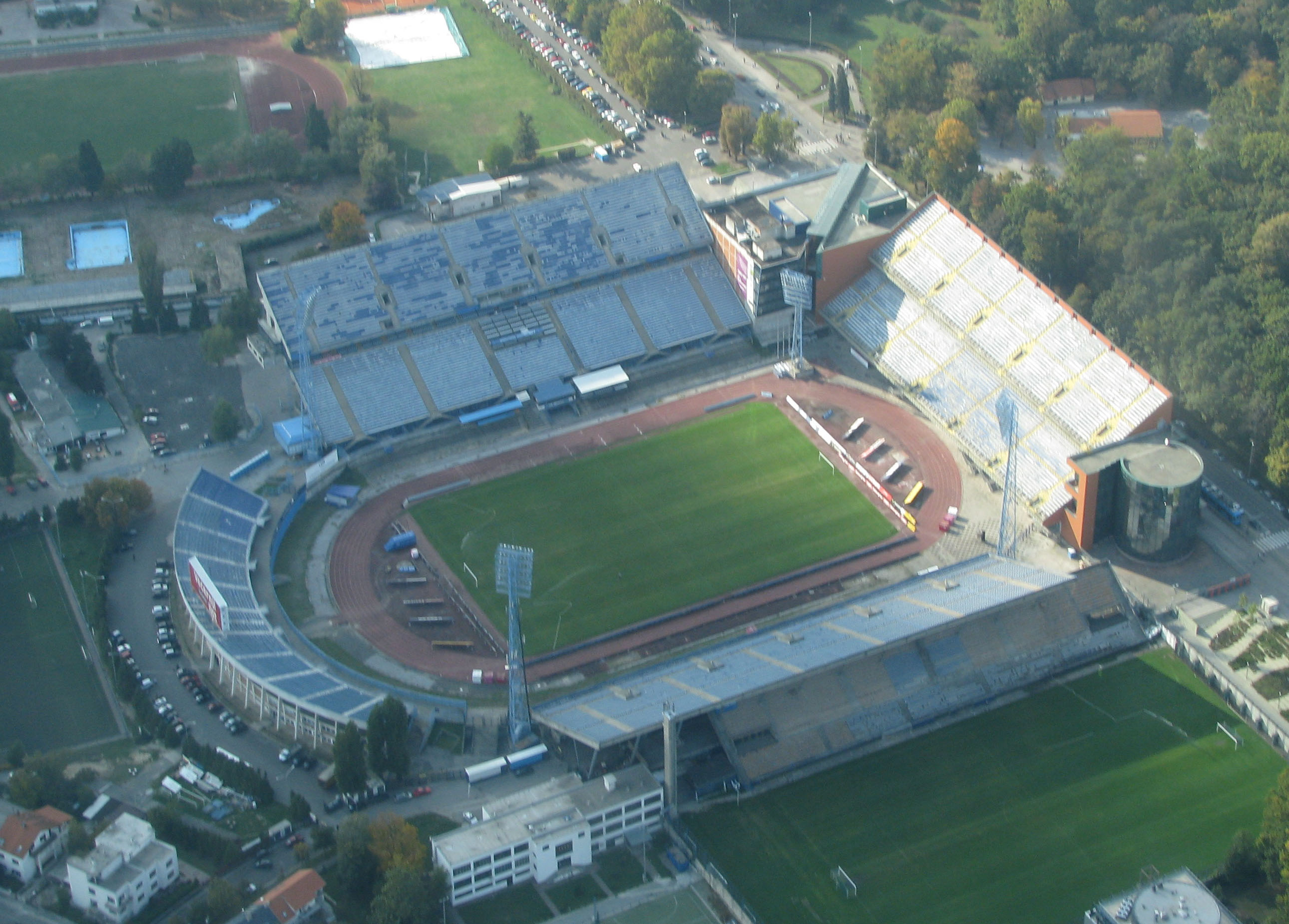
Le stade Maksimir
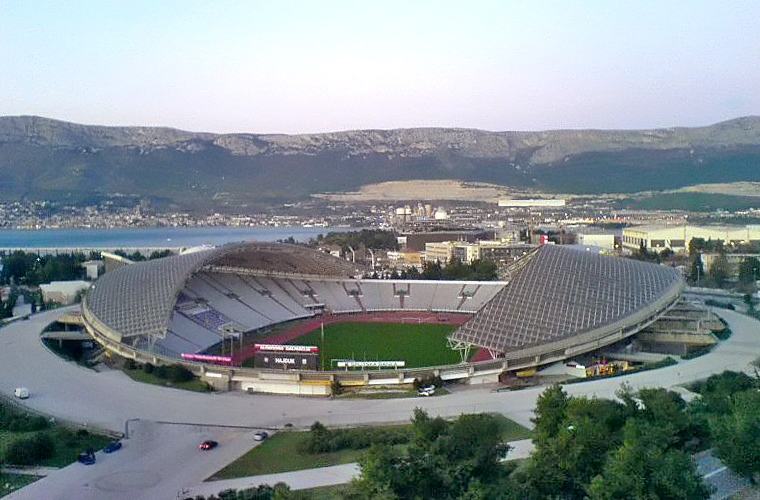
Le stade de Poljud
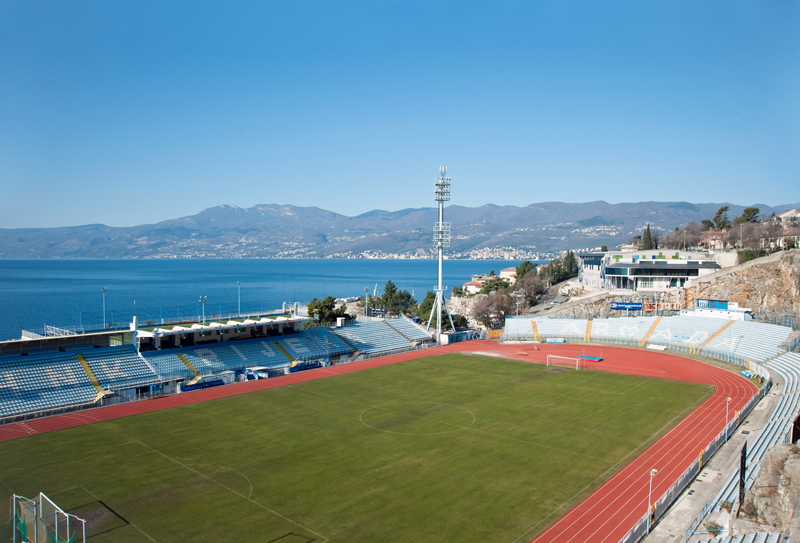
Le stade Kantrida
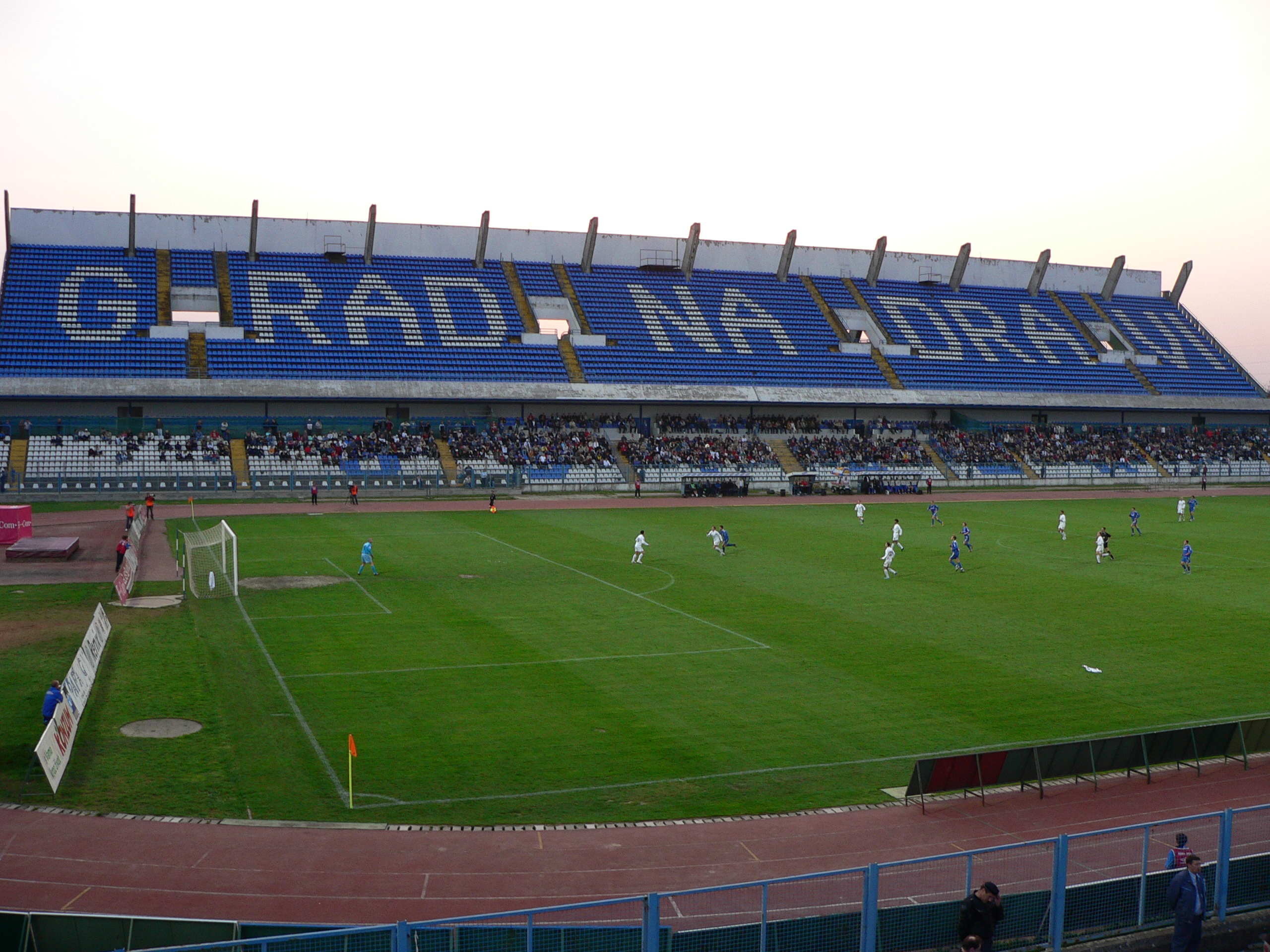
Le stade Gradski vrt
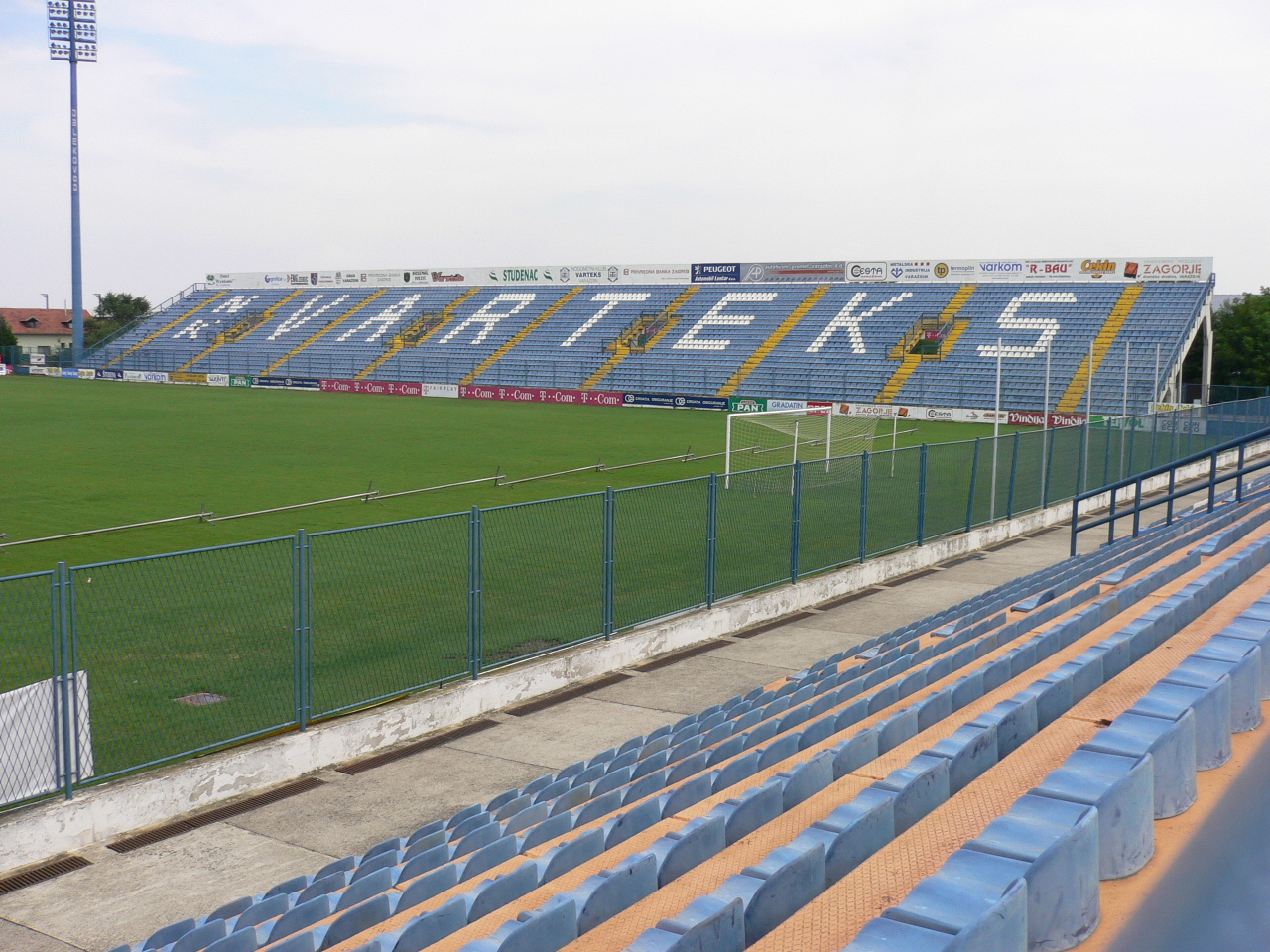
Le stade Anđelko Herjavec

L'équipe nationale de Croatie a longtemps utilisé pour la préparation de ses matchs le centre d'entraînement de Čatež en Slovénie. En 2010, la Fédération croate de football a inauguré un nouveau centre d'entraînement situé à Tuhelj pour permettre aux Croates de pouvoir s'entrainer dans de meilleures conditions.

## Personnalités historiques

### Sélectionneurs
| Entraîneur        | Période   | M  |
| ----------------- | --------- | -- |
| Miroslav Blažević | 1994-2000 | 72 |
| Mirko Jozić       | 2000-2002 | 18 |
| Otto Barić        | 2002-2004 | 24 |
| Zlatko Kranjčar   | 2004-2006 | 25 |
| Slaven Bilić      | 2006-2012 | 65 |
| Niko Kovač        | 2013-2015 | 19 |
| Ante Čačić        | 2015-2017 | 25 |
| Zlatko Dalić      | 2017-     | 97 |

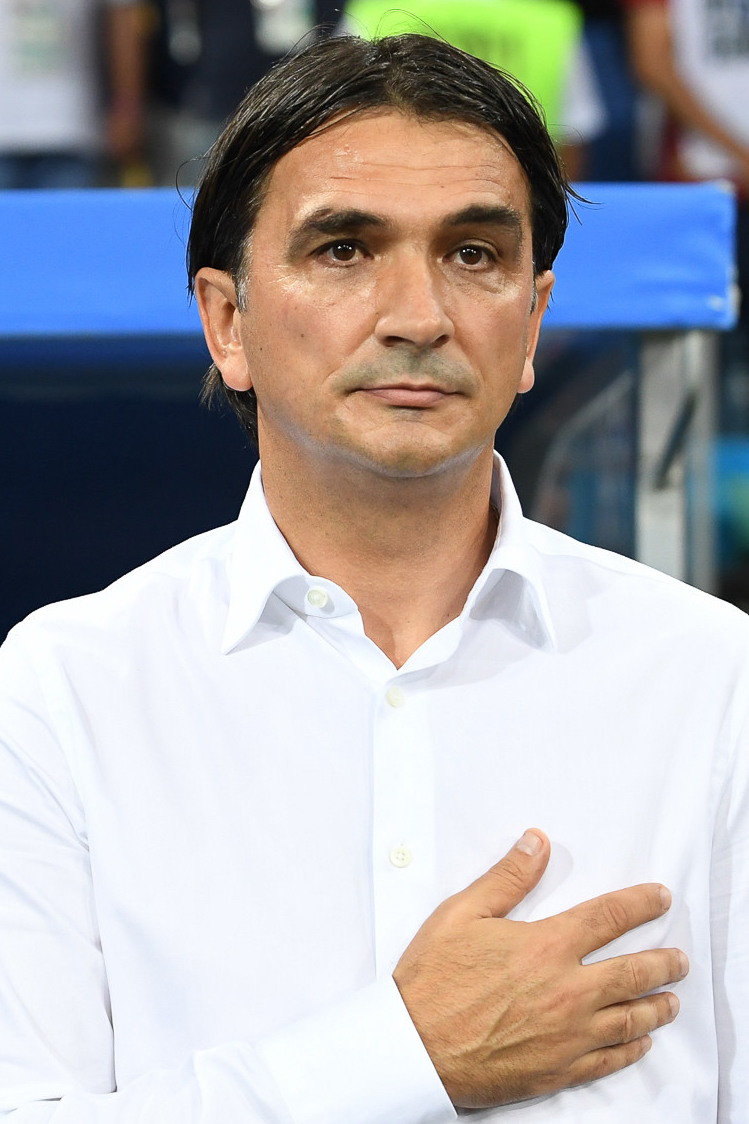
Zlatko Dalić, sélectionneur croate depuis 2017, qui a amené son équipe en finale de la Coupe du monde 2018.

Depuis 1990, la fédération a fait appel à une dizaine de sélectionneurs, tous de nationalité croate (Otto Barić, bien que né à Klagenfurt en Autriche, possède la double nationalité).
Le premier d'entre eux est Dražan Jerković qui ne dirige que trois matchs. Il cède sa place en 1991 à Stanko Poklepović qui n'en dirige que quatre, puis à Vlatko Marković qui n'en dirige qu'un seul. Son successeur Miroslav Blažević reste à ce jour le sélectionneur ayant obtenu le meilleur résultat avec l'équipe de Croatie dans une compétition majeure, puisqu'il a mené son pays lors de la Coupe du monde 1998 à la troisième place du tournoi alors qu'il s'agissait de la première participation de la Croatie à une phase finale. Miroslav Blažević reste en place jusqu'en 2000, ce qui lui permet aujourd'hui encore de détenir le record de sélection pour un entraineur croate avec 73 matchs encadrés.
Les trois sélectionneurs suivants ne participent qu'à une seule campagne de qualification, Mirko Jozić qui parvient à qualifier la sélection pour la Coupe du monde 2002, mais échoue lors du premier tour de cette dernière, ce qui lui vaut d'être remplacé par Otto Barić qui réussit à se qualifier pour l'Euro 2004, mais échoue également lors de la phase de groupe de la compétition. C'est donc Zlatko Kranjčar qui est responsable de l'équipe lors de la Coupe du monde 2006, mais il n'obtient pas plus de résultats que ces prédécesseurs.
En 2006, la fédération fait appel à Slaven Bilić, qui va égalé dans le temps le record de longévité de Miroslav Blažević et ce malgré des résultats en dents de scie, puisque mis à part le quart de finale atteint lors de l'Euro 2008, les campagnes suivantes sont ponctuées d'échec puisqu'il ne qualifie pas la sélection pour la Coupe du monde 2010 et échoue au premier tour de l'Euro 2012. Malgré ses résultats, il reste tout de même un des sélectionneurs de la Croatie avec le plus fort pourcentage de victoire (64,6 %). En 2012, c'est Igor Štimac qui prend la relève et va réussir dans la difficulté à qualifier la sélection pour les barrages de la Coupe du monde 2014. Résultats insuffisants, puisqu'il est remplacé juste avant ces barrages par Niko Kovač qui qualifie ainsi la Croatie pour sa quatrième Coupe du monde. Ce dernier sera limogé début septembre 2015 et remplacé par Ante Čačić.
Bien qu'il ne soit pas reconnu comme tel par les instances officielles, il ne faut néanmoins pas oublier le sélectionneur de l'équipe de Croatie qui joua une dizaine de matchs au début des années 1940, en la personne de Ivo Kraljević ainsi que l'ensemble des autres sélectionneurs ayant entrainé des équipes non officielles, Hugo Kinert, Jozo Jakopić, Rudolf Hitrec (en), Bogdan Cuvaj, Bruno Knežević, Leo Lemešić et Franjo Wölfl.
| Sélectionneur     | Période        | Matchs | Gagnés | Nuls | Perdus | Gagnés % |
| ----------------- | -------------- | ------ | ------ | ---- | ------ | -------- |
| Dražan Jerković   | 1990-1991      | 3      | 3      | 0    | 0      | 100      |
| Stanko Poklepović | 1992           | 4      | 1      | 1    | 2      | 25       |
| Vlatko Marković   | 1993           | 1      | 1      | 0    | 0      | 100      |
| Miroslav Blažević | 1994-2000      | 73     | 34     | 24   | 15     | 46,6     |
| Mirko Jozić       | 2000-2002      | 18     | 9      | 6    | 3      | 50       |
| Otto Barić        | 2002-2004      | 24     | 11     | 8    | 5      | 45,8     |
| Zlatko Kranjčar   | 2004-2006      | 25     | 11     | 8    | 6      | 44       |
| Slaven Bilić      | 2006-2012      | 65     | 42     | 15   | 8      | 64,6     |
| Igor Štimac       | 2012-2013      | 15     | 8      | 2    | 5      | 53,3     |
| Niko Kovač        | 2013-2015      | 19     | 10     | 5    | 4      | 52,6     |
| Ante Čačić        | 2015-oct. 2017 | 25     | 15     | 6    | 4      | 60       |
| Zlatko Dalić      | oct. 2017-     | 97     | 48     | 25   | 24     | 49,48    |

### Joueurs emblématiques
| Rang | Sélections | Joueur         | Carrière  | Buts |
| ---- | ---------- | -------------- | --------- | ---- |
| 1    | 188        | Luka Modrić    | 2006-     | 28   |
| 2    | 144        | Ivan Perišić   | 2011-     | 36   |
| 3    | 134        | Darijo Srna    | 2002-2016 | 22   |
| 4    | 114        | Stipe Pletikos | 1999-2014 | 0    |
| 5    | 110        | Mateo Kovačić  | 2013-     | 5    |
| 6    | 106        | Ivan Rakitić   | 2007-2019 | 15   |
| 7    | 105        | Domagoj Vida   | 2010-2024 | 4    |
| 7    | 105        | Josip Šimunić  | 2001-2013 | 3    |
| 9    | 104        | Ivica Olić     | 2002-2015 | 20   |
| 10   | 103        | Vedran Ćorluka | 1996-2011 | 4    |

| Rang | Buts | Joueur           | Carrière  | Sélections | Ratio |
| ---- | ---- | ---------------- | --------- | ---------- | ----- |
| 1    | 45   | Davor Šuker      | 1991-2002 | 69         | 0,65  |
| 2    | 33   | Mario Mandžukić  | 2007-2018 | 89         | 0,37  |
| 2    | 33   | Ivan Perišić     | 2011-     | 134        | 0,25  |
| 4    | 29   | Eduardo da Silva | 2004-2014 | 64         | 0,45  |
| 4    | 29   | Andrej Kramarić  | 2014-     | 96         | 0,3   |
| 6    | 28   | Luka Modrić      | 2006-     | 188        | 0,14  |
| 7    | 22   | Darijo Srna      | 2002-2016 | 134        | 0,16  |
| 8    | 20   | Ivica Olić       | 2002-2015 | 104        | 0,19  |
| 9    | 16   | Niko Kranjčar    | 2004-2013 | 81         | 0,2   |
| 10   | 15   | Nikola Kalinić   | 2008-2018 | 42         | 0,36  |

Les joueurs en gras sont encore en activité.
Les premiers joueurs à avoir réellement marqué l'histoire de la sélection croate sont sans contestation possible les joueurs de la « génération dorée » qui ont terminé à la troisième place du Mondial 1998 alors que personne ne les attendaient à ce niveau. Cette équipe était sous les ordres de Zvonimir Boban, ancien joueur de la sélection yougoslave et pilier de l'équipe italienne du Milan AC. Il était accompagné de quelques anciens comme le gardien de but Dražen Ladić, ou encore Robert Jarni, Robert Prosinečki et Alen Bokšić, déjà quarts de finaliste de la Coupe du monde avec la sélection yougoslave en 1990, mais également de jeunes joueurs prometteur comme la paire de défenseur centraux formée par Dario Šimić et Slaven Bilić. Mais le symbole de cette génération n'est sans nul doute possible l'attaquant du Real Madrid, Davor Šuker, qui est sacré meilleur buteur de la Coupe du monde 1998 et qui à ce jour avec 45 réalisations détient le record de but marqué sous les couleurs de la sélection croate.
Au début des années 2000, la plupart des joueurs de la « génération dorée » prennent leur retraite internationale, la Croatie doit donc trouver de nouveaux talents pour continuer à exister au niveau international. C'est ainsi qu'arrivent au sein de la sélection plusieurs joueurs qui vont établir des records de longévité, comme Darijo Srna recordman du nombre de sélections avec la Croatie et qui est toujours en activité, ou encore Stipe Pletikosa et Josip Šimunić qui, avec Ivica Olić et Dario Šimić, sont les seuls joueurs à avoir dépassé le nombre de 100 sélections avec la Croatie. Les supporteurs croates voient éclore également plusieurs buteurs, comme Eduardo da Silva, Brésilien naturalisé croate, qui est le meilleur buteur de la Croatie derrière Davor Šuker, mais également Ivica Olić ou Niko Kovač qui participent à toutes les compétitions internationales de sa sélection entre 2002 et 2008.
Si l'histoire de la sélection croate ne débute qu'en 1990, d'illustres joueurs croates ont évolué au sein de la prestigieuse sélection yougoslave avant l'indépendance. Au début des années 1950, Stjepan Bobek, Bernard Vukas, Vladimir Beara et Branko Zebec vont tous faire partie de l'équipe médaillée d'argent aux Jeux olympiques d'été et vont participer à de nombreuses autres compétitions internationales (coupe du monde et championnat d'Europe) avec le maillot bleu. Par la suite, d'autres grands joueurs croates participent également à plusieurs compétitions majeures avec la sélection yougoslave comme Dražan Jerković, finaliste de l'Euro 1960, mais aussi Josip Skoblar, Ivan Buljan, Ivica Šurjak, Zoran Vujović, Zlatko Vujović, Velimir Zajec ou Tomislav Ivković médaillé de bronze aux Jeux olympiques d'été 1984.

### Effectif actuel
Voici la liste des joueurs sélectionnés pour participer aux Éliminatoires de la Coupe du monde 2026 contre Gibraltar et la Tchéquie, respectivement les 6 et 9 juin 2025.

## Statistiques

### Classement FIFA
| Année                | 1993 | 1994 | 1995 | 1996 | 1997 | 1998 | 1999 | 2000 | 2001 | 2002 | 2003 | 2004 | 2005 | 2006 | 2007 |
| -------------------- | ---- | ---- | ---- | ---- | ---- | ---- | ---- | ---- | ---- | ---- | ---- | ---- | ---- | ---- | ---- |
| Classement mondial   | 122  | 62   | 41   | 24   | 19   | 4    | 9    | 18   | 19   | 32   | 20   | 23   | 20   | 15   | 10   |
| Classement en Europe | 40   | 31   | 24   | 15   | 12   | 3    | 7    | 12   | 14   | 18   | 14   | 14   | 13   | 11   | 8    |

| Année                | 2008 | 2009 | 2010 | 2011 | 2012 | 2013 | 2014 | 2015 | 2016 | 2017 | 2018 | 2019 | 2020 | 2021 | 2022 |
| -------------------- | ---- | ---- | ---- | ---- | ---- | ---- | ---- | ---- | ---- | ---- | ---- | ---- | ---- | ---- | ---- |
| Classement mondial   | 7    | 10   | 10   | 6    | 10   | 16   | 19   | 18   | 14   | 17   | 4    | 6    | 11   | 15   | 7    |
| Classement en Europe | 5    | 8    | 6    | 6    | 7    | 10   | 12   | 12   | 9    | 11   | 3    | 4    | 7    | 11   | 5    |

| Année                | 2023 | 2024 | 2025 | 2026 | 2027 | 2028 | 2029 | 2030 | 2031 | 2032 | 2033 | 2034 | 2035 | 2036 | 2037 |
| -------------------- | ---- | ---- | ---- | ---- | ---- | ---- | ---- | ---- | ---- | ---- | ---- | ---- | ---- | ---- | ---- |
| Classement mondial   | 10   | 13   |      |      |      |      |      |      |      |      |      |      |      |      |      |
| Classement en Europe | 8    | 9    |      |      |      |      |      |      |      |      |      |      |      |      |      |

| Légende du classement mondial : Légende du classement UEFA : | - de 1 à 3 - de 1 à 3 | - de 4 à 14 - de 4 à 9 | - de 15 à 209 - de 10 à 54 |

### Nations rencontrées
La sélection de Croatie a disputé entre 1940 et fin 2013, 250 matchs dans son histoire contre 59 pays différents. Bien qu'elle ait déjà affronté des équipes de tous les continents, la sélection croate a surtout joué contre des sélections proches géographiquement, situées principalement en Europe.
De par les aléas des compétitions et les choix de la fédération dans l'organisation des matchs amicaux, la Croatie a connu comme adversaires les plus réguliers la Slovaquie (17 confrontations), la France, la Hongrie et la Turquie (12 confrontations), l'Angleterre, l'Espagne et la Slovénie (11 confrontations), l'Italie, Malte et le Portugal (10 confrontations). La Croatie a affronté à 30 reprises des sélections de l'ex-Yougoslavie (Serbie, Bosnie-Herzégovine, Slovénie, Kosovo et Macédoine) pour un bilan de 19 victoires, 9 nuls et 2 défaites.
| Adversaire | Total | Victoires | Nuls | Défaites |
| ---------- | ----- | --------- | ---- | -------- |
| Slovaquie  | 17    | 11        | 4    | 2        |
| France     | 12    | 2         | 3    | 7        |
| Hongrie    | 12    | 4         | 6    | 2        |
| Turquie    | 12    | 4         | 6    | 2        |
| Angleterre | 11    | 3         | 2    | 6        |
| Espagne    | 11    | 3         | 2    | 6        |
| Slovénie   | 11    | 6         | 4    | 1        |
| Italie     | 10    | 3         | 6    | 1        |
| Malte      | 10    | 9         | 1    | 0        |
| Portugal   | 10    | 1         | 2    | 7        |

### Records
En termes de résultat record, la plus large victoire enregistrée par la sélection croate à ce jour l'a été contre Saint-Marin le 4 juin 2016 (10-0) à l'occasion d'une rencontre amicale.
La plus large défaite de la sélection croate a été contre l'Espagne (6-0) lors de la Ligue des nations le 11 septembre 2018.